# Friedrich Minssen
Hanns Friedrich Minssen (* 26. Februar 1909 in Zoppot bei Danzig; † 25. Juli 1988 in Frankfurt am Main) war ein deutscher Romanist und Pädagoge.

## Leben
Friedrich Minssen studierte Französisch, Deutsch und Geschichte in Bonn, Paris und Heidelberg und promovierte mit einer Dissertation zu Dostojewski und der französischen Kritik bei Ernst Robert Curtius in Bonn. Nach dem Staatsexamen trat er in den Danziger Schuldienst ein, kam mit den Nationalsozialisten in Konflikt und wurde nach Haft und Geldstrafe 1937 aus dem Schuldienst entlassen. Es folgte bis Kriegsbeginn eine Tätigkeit als Verlagslektor in Berlin und von 1940 bis 1946 Kriegsdienst und Gefangenschaft im Mannschaftsgrad. Nach dem Krieg kehrte Minssen zunächst nicht in den Schuldienst zurück und wählte die journalistische und Redaktionsarbeit. An den amerikanischen Blättern Heute und Neue Zeitung vertrat er die Sparten Wirtschaft und Literatur, gehörte zum Redaktionsteam der Zeitschrift Der Ruf (zusammen mit Alfred Andersch und Hans Werner Richter) und hospitierte in der Gruppe 47.
Die zweite Schulkarriere des Friedrich Minssen begann 1949 als Studienassessor in Frankfurt am Main und gipfelte 1962 als Oberschulrat und Leiter des Referats Gymnasien im hessischen Kultusministerium, wo er auch dem Fach „Politische Bildung“ zum Durchbruch verhalf. Minssen gehörte dem Kuratorium der 1959 gegründeten Deutsch-Israelischen Studiengruppe an der Goethe-Universität Frankfurt an, die sich in Frankfurt für die NS-Aufarbeitung, gegen den Antisemitismus und für die Annäherung mit Israel engagierte. Bis 1972 hatte Minssen auch den Vorsitz der Deutschen Vereinigung für politische Bildung. Er gründete 1954 mit Felix Messerschmid die damals führende Fachzeitschrift Gesellschaft – Staat – Erziehung und war über 20 Jahre ihr Herausgeber. Auch nach der Fusion mit der Zeitschrift Gegenwartskunde gehörte Minssen bis 1976 zum Kreis der aktiven Herausgeber.
Nach seiner Pensionierung im Jahr 1974 übertrug Minssen mit seiner Frau Barbara († 13. November 1979) niederdeutsche Prosawerke von Fritz Reuter ins Hochdeutsche. Bereits 1975 erschien im Langen Müller Verlag Das Leben auf dem Lande, die hochdeutsche Übertragung von Fritz Reuters Ut mine Stromtid. 1976 folgte Gezeiten des Lebens, die Romane der Erinnerung: Ut de Franzosentid, Meine Vaterstadt Stavenhagen, Ut mine Festungstid, 1977 dann Das Leben im Paradiese, Romane und Geschichten aus dem alten Mecklenburg, darunter Dörchläuchting und De Urgeschicht von Meckelnborg. Bald nach ihrem ersten Erscheinen wurden alle von den Minssens übertragenen Reuter-Werke vom Deutschen Taschenbuch Verlag für Taschenbuchausgaben übernommen und mehrfach neu aufgelegt. Für diese Arbeiten erhielt das Ehepaar 1979 den Ehrenbrief der Fritz Reuter Gesellschaft und die Fritz-Reuter-Medaille der Landsmannschaft Mecklenburg. Es ist das Verdienst der Minssens, dass die Romane Reuters über den Kreis der Plattdeutsch Lesenden hinaus wieder und weiterhin verbreitet sind. Minssen übertrug zudem einige Werke Mark Twains ins Deutsche (Adam, Tod und Teufel, 1983; Käptn Stormfields abenteuerliche Himmelsreise, 1985).

## Werke
- Die französische Kritik und Dostojewski, Dissertation, Hamburg 1933.
- Zur Frage nach dem Vaterland (mit Walter Hofer), Bonn 1965.
- Politische Bildung als Aufgabe. Beiträge deutscher Amerika-Fahrer (als Herausgeber), Frankfurt am Main/Stuttgart 1966.
- Bemühung um Fritz Reuter. Eine Gedenkschrift in memoriam Barbara Minssen, Danzig 4.12.1915 - Frankfurt 13.11.1979 (mit Helmut de Voss), Frankfurt am Main 1980.
- Vom Reichtum des Erzählens, Fritz Reuter 1810-1874 (Mitherausgeber), München-Wien: Langen Müller 1985.